# 다이가쿠쇼린
다이가쿠쇼린(일본어: 大学書林)은 일본 도쿄도 분쿄구 고이시카와에 있는 어학전문 출판사이다. 문법서, 사전, 어학전문 문고등을 주로 다루고 있으며 책표지 디자인의 수수함, 비싼 책값, 마이너 분야의 출판사라고 알려져 있다. 외국어 교육기관인 DILA다이가쿠쇼린 국제어학아카데미의 스폰서이다.